# しのぎ鋭介
しのぎ 鋭介（しのぎ えいすけ、生年月日不詳 - ）は、日本の漫画家。男性。主に成年向け漫画雑誌で活動している。

## 来歴
2002年よりコミックマーケットに参加し、自作の同人誌を頒布。これが編集の目に留まり、2004年、『コミックMUJIN』（ティーアイネット）2004年5月号掲載の「堕ちた放課後」で商業誌デビュー。以後、主に同誌及び『COMIC快楽天』（ワニマガジン社）で作品が掲載されている。
主催する同人サークルは「メガリスプロダクション」。

## 作品リスト

### 単行本
成人向け作品
- 『シスプレ』 ティーアイネット <MUJIN COMICS> 2007年5月 ISBN 978-4-8877-4220-8
- 『委員長の恋人』 ティーアイネット <MUJIN COMICS>  2009年7月 ISBN 978-4-8877-4313-7
- 『揺れる濡れる』 ワニマガジン社 <ワニマガジンコミックス>  2013年3月 ISBN 978-4-86269-240-5
- 『少女のいろは』 ティーアイネット <MUJIN COMICS>  2013年10月 ISBN 978-4-8877-4493-6
- 『おしかけっ！マイハニー』 ティーアイネット <MUJIN COMICS>  2015年8月 ISBN 978-4-8877-4574-2

### 参加アンソロジー
全年齢向け作品
- 『アマガミ - Various Artists - 3』 エンターブレイン <マジキューコミックス> 2010年4月 ISBN 978-4-0472-6480-9